# カモノハシのイコちゃん
カモノハシのイコちゃんは、西日本旅客鉄道（JR西日本）が発行するICカード「ICOCA」のマスコットキャラクターである。キャラクターについては漫画家の夏野ひまわりにデザインを委託し、その後JR西日本がキャラクターに関する権利を買い取った。

## 概要

### 由来
カモノハシが選ばれた理由は、以下の3つの特徴を持っていることによる。
- 「先進性」 - 哺乳類なのに卵から産まれたり、鳥類を連想されるくちばしを持っていたりする。[要出典]
- 「機能性」 - 泳ぎに活用される尾や特大の水掻き、エサを漁るくちばしなどを持っている。[要出典]
- 「IC」 - 微弱な電波をくちばしで感じ取る能力を、ICカードの非接触通信機能と掛けた物。[要出典]

### 沿革
ICOCA登場当初の名前は「イコカモノハシ」および「カモノハシ教授」だった。前者の名前の由来は「ICOCAを もって のれば はやくて しあわせ」という文章の略からきている。後にICOCAのキャラクターとして定着してからは、JRのポスターなどでも専ら「カモノハシのイコちゃん」と称されている。目の形も当初はたれ目であったが、最近は釣り目となっている。SMART ICOCAのイラストは、初期のたれ目のままである。
岡山支社管内では、支社独自で作成したポスター・パンフレットに初期のたれ目のものが散見される。
テレビ登場当初から、同じくイメージキャラクターとして起用されていた仲間由紀恵とのコミカルなコマーシャルが放映され、関西ではこのツーショットが定着している。初期の関西地区でのCMでは桂小枝が声を当てていた。
広島地区では、広島テレビ放送・広島ホームテレビが、ICOCAサービス開始時やPASPYエリアでの利用開始時に5分間のミニ番組を放送し、その中でイコちゃんのぬいぐるみも登場した。
2013年11月1日より、ICOCA導入10周年を記念して、駅・券売機で発売されるICOCA（大人用）のカードデザインが、イコちゃんのイラストの入ったものに、順次変更されている。
なお、ポスター等では名前に掛け、黒板に「1月5日(火)」と書き、キャラクターが共演したものがある。
みどりの窓口にぬいぐるみが飾られている駅があるほか、JR西日本関連のイベントや、JR西日本硬式野球部の応援で着ぐるみが登場することもあり、実質的にJR西日本全体のマスコットキャラクターという位置づけもなされている。
京阪電気鉄道（2011年からICOCAの取り扱いを開始）の一部駅では、ICカード専用自動改札機の足元に存在する空間にぬいぐるみが入れられている。。
また、JR西日本の駅構内に設置されている飲料の自動販売機のうち、ICカード対応機「curico」にはイコちゃんが描かれている。「curico」という愛称が付けられる前は、カードリーダーを指しているイラストが描かれたものもあった。

### 仲間

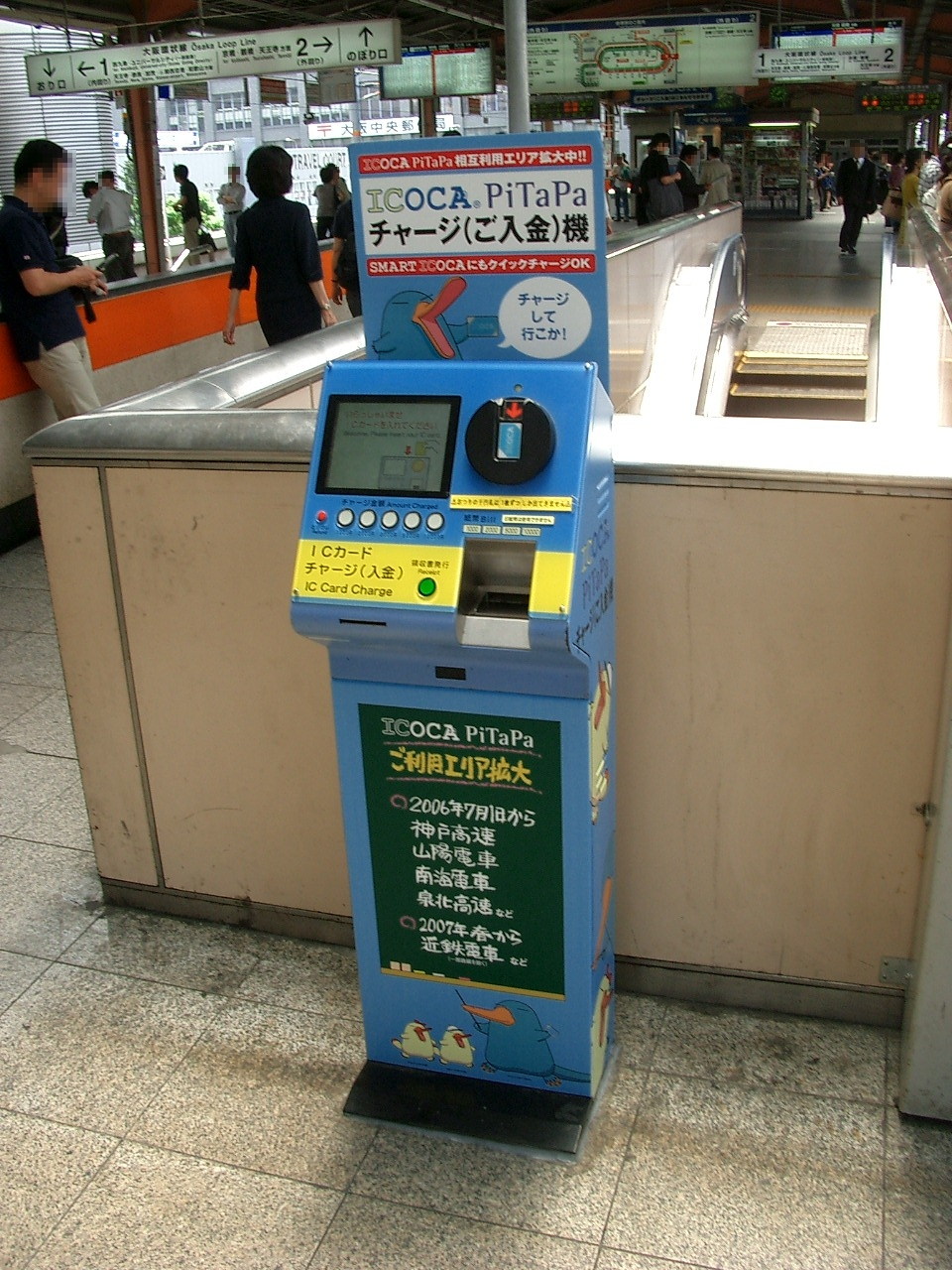
イコちゃんのイラストが貼られているICOCAチャージ機（下部にイコ太とイコ美も描かれている）

ほかに、「SMART ICOCA」のキャラクターとして「SMART ICOCA」と書かれたがま口をぶら下げた銀色の「イコちゃん」（当初は、青色のイコちゃんにスーツと眼鏡をかけたイラストだった。また、長らくこのキャラの正式名称は不明だったが、ぬいぐるみ発売の際に発売元サイトにて「スマートイコちゃん」と命名されている）や、「こどもICOCA」のサービス開始時に登場した子供のカモノハシのキャラクター「カモノハシのイコ太」と「カモノハシのイコ美」が存在する。イコ太とイコ美の愛称は公募によって決められたもの。

### 性別など
動物のキャラクターではあるが、カモノハシのイコちゃんとスマートイコちゃんには性別の概念が無いことが公式で言及されている。性別の概念があるイコ太とイコ美は、きょうだいかどうかは判っておらず、イコちゃんとは親子ではない。

### グッズ
- 携帯ストラップが関西圏、岡山・広島圏のデイリーイン・ハートインで販売されている。2004年に発行枚数100万枚を達成した際には、ぬいぐるみが売り出されたこともあった。
- 2008年（平成20年）3月より、イコちゃんのぬいぐるみを再度販売し、同年4月より大阪駅構内の売店などで各種イコちゃんグッズも販売している。それ以降、定期的にグッズを発売するようになる。
- 2008年（平成20年）10月14日より、関西圏16駅と岡山駅、倉敷駅、福山駅、広島駅のキヨスク、デイリーイン・ハートインにて、駅名標入りのイコちゃんストラップ（第1弾）が発売された。イコちゃんのポーズは3種類で、口を閉じているスタンダード、口開け、寝そべっているものがあり、このうちのどれかをその駅単位で販売している（ネット上での販売はされていない）。
  - 2008年（平成20年）12月19日より、大阪環状線と桜島線の全駅（第1弾発売駅除く）、JR難波駅を対象とした第2弾も発売された。その後、駅によってスマートイコちゃんやイコ太、イコ美がついたストラップも順次発売され、現在はアーバンネットワークのほぼ全駅の売店などで売られている（中には、アーバンネットワークほぼ全駅分のストラップを売っている新大阪駅構内の「デイリーイン」のような所もある）。また、駅によってはご当地ストラップとしてイコちゃんに名物を組み合わせたストラップも発売されている。500円という価格設定や駅名標とイコちゃんの完成度が高いこともあって、イコちゃんグッズの中でこれだけが売り切れていることが多い。
- 2008年11月1日、誕生日が同じ（11月1日）ということもあり、キティちゃんがイコちゃんの着ぐるみをかぶっているバージョンのぬいぐるみも発売された[5]。さらに、SMART ICOCAのキャラ「スマートイコちゃん」ぬいぐるみも12月10日から発売となった。キヨスク・デイリーイン・ハートインで購入できるほか、J-WESTカードのポイントと引き換えに手に入れることもできる。
- 2009年（平成21年）12月22日、リカちゃんとのコラボレーション商品として、「リカちゃん♥カモノハシのイコちゃんストラップ」と「リカちゃん♥カモノハシのスマートイコちゃんストラップ」が発売された[6]。
- 2010年（平成22年）9月1日、「さわやかマナーキャンペーン」のキャラクターとして起用している秘密結社鷹の爪とのコラボレーション商品として、「秘密結社 鷹の爪×カモノハシのイコちゃんクリアファイル2枚セット」、「秘密結社 鷹の爪×カモノハシのイコちゃんハンカチタオル」、「秘密結社 鷹の爪×カモノハシのイコちゃん付箋」が発売された[7]。
- 2012年7月14日より、ホテルグランヴィア大阪において、カモノハシのイコちゃんの意匠による内装、調度品で揃えられた「ICOCAルーム」が営業を開始した[8]。
- 2013年には、サービス開始10周年を記念したグッズが多数発売される。

### イコちゃんイラスト入り記念ICカード
- 2003年11月1日 - 5万枚 【JR西日本】ICOCAデビュー記念ICOCAカード イコちゃんの上半身アップのイラスト
- 2004年8月1日 - 5万枚 【JR西日本】ICOCA・Suica相互利用記念ICOCAカード ペンギンとイコちゃんが電車ごっこをしているイラスト
- 2004年8月1日 - 5万枚 【JR東日本】Suica・ICOCA相互利用記念Suicaイオカード 同上だがペンギンが先頭
- 2004年12月6日 - 10万枚【JR西日本】三都・光コレクション記念ICOCAカード ｢神戸ルミナリエ｣「なにわ探検クルーズ」｢京都・花灯路｣の写真とイコちゃんのイラスト
- 2007年9月1日 - 3万枚【JR西日本】岡山・広島エリアサービス開始記念ICOCAカード イコちゃんが桃（岡山の名産）としゃもじ（宮島の名産）を持っているイラスト
- 2008年3月29日 - 3万枚 【JR西日本】Suica・TOICA・ICOCA相互利用記念ICOCAカード イコちゃんがSuicaのペンギンとTOICAのひよこと手をつないで輪になっているイラスト
- 2008年3月29日 - 5万枚 【JR東日本】Suica・TOICA・ICOCA相互利用記念Suicaカード 同上だがペンギンが真ん中上にいる
- 2008年3月29日 - 2万枚 【JR東海】Suica・TOICA・ICOCA相互利用記念TOICAカード 同上だがひよこが真ん中上にいる
- 2011年3月5日 - 3万枚 【JR西日本】ICOCA・SUGOCA・TOICA IC乗車券・電子マネー相互利用記念ICOCAカード イコちゃんとTOICAのひよことSUGOCAのカエルが電車のボックスシートに座っているイラスト
- 2011年3月5日 - 1万枚 【JR東海】TOICA・SUGOCA・ICOCA IC乗車券・電子マネー相互利用記念TOICAカード 同上だがひよこが左側にいる
- 2011年3月5日 - 1万枚 【JR九州】SUGOCA・TOICA・ICOCA IC乗車券・電子マネー相互利用記念SUGOCAカード 同上だがカエルが左側にいる
- 2013年3月23日 - 5万枚 【JR西日本】全国相互利用記念ICOCAカード
- 2014年6月1日 - 3万枚 【JR西日本】たま駅長＆カモノハシのイコちゃん「記念ICOCA」（愛称：イコたまカード）